# Horio Tadaharu
Horio Tadaharu est un nom japonais traditionnel ; le nom de famille (ou le nom d'école), Horio, précède donc le prénom (ou le nom d'artiste).
Horio Tadaharu (堀尾 忠晴, 1596-26 octobre 1633) est un tozama daimyo de l'époque d'Edo. Son père est Horio Tadauji et son grand-père Horio Yoshiharu. Il est le premier et dernier daimyo du clan Horio à diriger le domaine de Matsue, puisque son père avait pour fief le château de Gassantoda (月山富田城, Gassantoda-jō) et que son grand-père était régent.
En 1604, Tadaharu devient chef de la famille en raison de la mort prématurée de son père Tadauji, âgé de 26 ans ; son grand-père agit en tant que régent en raison de la jeunesse de Tadaharu qui n'a que 8 ans. Entre 1607 et 1611, il complète la construction du château de Matsue. En 1611, Yoshiharu meurt et Tadaharu assume personnellement ses responsabilités comme chef de la famille. En 1619, quand est saisi le domaine de Fukushima Masanori, Tadaharu reçoit le château d'Hiroshima qui appartenait à Masanori.
Tadaharu meurt en 1633, ce qui éteint la principale lignée du clan Horio ; cependant, une branche de la famille devient obligée du clan Matsudaira sur le domaine de Matsue.
Il existe une statue en bois de Tadaharu au Enjō-ji à Matsue.

## Source de la traduction
- (en) Cet article est partiellement ou en totalité issu de l’article de Wikipédia en anglais intitulé « Horio Tadaharu » (voir la liste des auteurs).